# Route nationale 569 (France)
Pour l’article homonyme, voir Route nationale 569 (Belgique) pour la route nationale Belge.
La route nationale 569, ou RN 569, est une route nationale française reliant, à l'origine, Orgon (sur la RN 7) à Fos-sur-Mer. En 2023, elle commence à 5 km à l'ouest de Salon-de-Provence et débouche sur la RN 568 à l'ouest de Fos-sur-Mer.

## Histoire
En 1930, une loi autorise le classement de 40 000 km de voies départementales et communales dans le domaine routier national.
Certains chemins de grande communication de l'itinéraire de Marseille à Avignon par Martigues sont classés dans le réseau routier national. En 1933, l'itinéraire « d'Avignon à Martigues par Miramas » prend le numéro 569.
La réforme de 1972 entraîne le déclassement partiel de la route nationale 569 entre le carrefour avec la RN 7 (au sud d'Orgon) et la RN 113 près de Salon-de-Provence (soit 15,680 km) par arrêté du 28 avril 1981 (Journal officiel du 16 mai) : elle devient la route départementale 569. La traversée de Fos, appelée RN 579, a été déclassée à son tour en 1987 à la suite de la mise en service de la déviation nord de ladite ville.
Il ne subsiste plus que la section de Salon-de-Provence (près de l'échangeur de l'autoroute A54) à Fos-sur-Mer, à l'exclusion des sections déviées au droit de Miramas et d'Istres, assurées par la route nationale 1569, comme défini au point 32 du décret du 5 décembre 2005. L'ancien tracé, temporairement numéroté RN 2569, devient la RD 569N.
La loi no 2022-217 du 21 février 2022, dite « loi 3DS », prévoit le transfert des routes nationales aux collectivités volontaires. La nationale 569 sera transférée en intégralité au département des Bouches-du-Rhône au 1er janvier 2024.

## Tracé

### Route nationale 569
- Orgon
- Eyguières
- Échangeur A54  13 Salon-Ouest
- Beauchamps, commune de Grans
- Miramas
  - Plateforme multimodale Clésud
- Istres
- Fos-sur-Mer, carrefour de la Fenouillère

### Route nationale 1569
La route nationale 1569 contourne Istres par l'ouest. Appelée La Transhumance, cette route à accès réglementé relie la RN 569 à Miramas au sud d'Istres. L'accès aux quartiers d'Istres s'effectue au moyen d'échangeurs ou de giratoires.
- demi-échangeur : Entressen
- giratoire : chemin des Bellons
- échangeur : Boucasson
- giratoire : avenue de Radolfzell
- demi-échangeur avec la RN 569

### Route nationale 2569
Cette route nationale reliait Miramas à Istres malgré son dédoublement par une voie rapide, RN 1569. Elle devient la RD 569N à la suite de la réforme de 2005.

### Déviation de Miramas
Longue de près de trois kilomètres, la déviation de Miramas consiste à compléter le contournement de cette ville, avec un projet de requalification de sa traversée. Cette déviation relie le giratoire existant de Toupiguières au nord au boulevard Aubanel au sud et a pour but d'améliorer la sécurité dans la traversée de Miramas, jugée « insatisfaisante » en raison d'une « insécurité routière » signifiante.
Ce tracé longe une partie de la ligne ferroviaire d'Avignon à Miramas par Salon, avec un ouvrage de franchissement de cette ligne, ainsi que la plate-forme multimodale CLESUD.
Ce projet constitue « le premier tronçon fonctionnel de la liaison autoroutière Fos-Salon » ; la déviation ayant « une utilité propre », le projet d'ensemble a été abandonné en 2004. Une concertation publique s'est tenue au printemps 2010. L'enquête publique s'est tenue à la fin de l'hiver 2012 ; le projet a été déclaré d'utilité publique le 11 octobre 2012.
À l'horizon 2025, le trafic avoisinera 16 000 véhicules par jour dont 18 % de poids lourds et 9 000 sur la traversée actuelle. Ce chantier coûte 61 millions d'euros TTC, partagé par l'État, la région PACA, le syndicat d'agglomération nouvelle Ouest Provence à 16,6 %, le Grand port maritime de Marseille et le département des Bouches-du-Rhône.

## Projets

### Autoroute A56
L'autoroute A56 reliera à terme Salon-de-Provence à Fos-sur-Mer par la mise aux normes autoroutières des RN 569 et 1569.